# Соколова, Нина Юрьевна
Ни́на Ю́рьевна Соколо́ва (26 мая 1916 Москва — 12 августа 1995, там же) — советский и российский энтомолог и гидробиолог, специалист по бентосу пресноводных водоемов и экологии хирономид, доктор биологических наук (1975), профессор МГУ.

## Биография
Родилась в Москве 26 мая 1916 года. Отец - известный фольклорист и литературовед Юрий Матвеевич Соколов (1889 - 1941), мать - Зоя Семеновна, урожд. Ковганкина (1891 - 1961) происходила из семьи священника . В 1935 поступила в Московский университет. В 1938 году проходила практику на Белом море под руководством Константина Карловича Сент-Илера и Кирилла Александровича Воскресенского. Одной из задач практики был поиск места для морской биостанции МГУ (сейчас это Беломорская станция МГУ). В 1939—1940 году обучалась в аспирантуре под руководством Льва Александровича Зенкевича. В 1939 году вышла замуж за орнитолога Владимира Михайловича Модестова. В 1941 году он погиб на Карельском фронте. В годы войны Соколова работала в МГУ ассистентом, позже научным сотрудником в лаборатории Владимира Владимировича Алпатова. Занималась в эти годы изучением вшей и постельных клопов. В 1945 году защитила кандидатскую диссертацию по экологии постельного клопа. После войны вышла замуж за Вениамина Иосифовича Цалкина. С 1964 по 1975 год была учёным секретарём Всесоюзного Гидробиологического общества СССР. В 1973 году присвоена учёная степень доктора биологических наук. Тема диссертации — «Экология донных беспозвоночных подмосковных водохранилищ». Умерла 12 августа 1995 года.

## Научные достижения
Специализировалась на изучении донной фауна водохранилищ. Принимала участие в исследованиях водоемов полезащитной полосы Камышин-Сталинград, Учинского и Рыбинского водохранилищ, а также водохранилищ водоснабжения Москворецкого и Верхневолжского бассейна. В 1980-х годах возглавляла программу ЮНЕСКО «Человек и биосфера» по изучению модельных видов хирономид. Результаты реализации программы были обобщены в монографии под редакцией Соколовой «Мотыль Chironomus plumosus L. (Diptera, Chironomidae), систематика, морфология, экология и продукция».
Была членом организационных комитетов многих конференций, симпозиумов и съездов. В 1968 году в рамках XIII международного энтомологического конгресса в Москве Соколовой был организован Симпозиум по хирономидам. Под руководством Соколовой защищено 12 кандидатских диссертаций. Известными учениками её были Татьяна Дмитриевна Зинченко
В честь Соколовой назван вид хирономид Psectrocladius sokolovae Zelentzov et Makarchenko, 1988.
Занималась педагогической деятельностью. Вела спецкурсы и практики для студентов МГУ. Читала курсы лекций Ивановском государственном университете.
Была членом Международной ассоциации лимнологов.

## Публикации
Опубликовала более 150 научных работ, в том числе
- Соколова Н.Ю. Бентос Учинского водохранилища по исследованиям 1944-1945 гг. // Зоологический журнал. — 11947. — Т. 26, № 1. — С. 9—16.
- Соколова Н. Ю. Экспериментальные исследования выедания бентоса рыбой в Учинском водохранилище // Гидробиологический журнал. — 1965. — Т. 1, № 1. — С. 52—62.
- Sokolova N. Ju., Izvekova E. I. Benthos of Lake Glubokoe (англ.) // Hydrobiologia. — 1986. — Vol. 141. — P. 89—93.
- Sokolova N. Ju., Izvekova E. I., Palij A. V. Biology of Chironomus piger Str. (Diptera, Chironomidae) and its role in the selfpurification of a river (англ.) // Netherlands journal of aquatic ecology. — 1992. — Vol. 26. — P. 56—58.